# Museo de Historia de Filadelfia
El Museo de Historia de Filadelfia fue un museo público ubicado en el Centro de Filadelfia desde 1938 hasta 2018. El museo ocupó la histórica estructura de estilo neogriego del arquitecto John Haviland, construida en 1824-1826 para el Franklin Institute. El Museo funcionaba como parte del Departamento de Recreación de Filadelfia. El edificio fue incluido en el Registro Nacional de Lugares Históricos el 1 de agosto de 1979.

## Historia
El museo se estableció gracias a los esfuerzos del alcalde de Filadelfia S. Davis Wilson; Frances Wistar, presidenta de la Sociedad de Filadelfia para la Preservación de Monumentos Históricos; y A. Atwater Kent, pionero e inventor de la radio. En 1938 Kent compró el antiguo edificio del Franklin Institute, que había sido abandonado en 1933, y regaló el edificio a la ciudad para su uso como museo público de historia. Tras las renovaciones llevadas a cabo por la Works Progress Administration, el Museo abrió en 1941.
Después de años de disminución de la asistencia y escasez financiera, el museo cerró sus puertas en julio de 2018. En septiembre de 2019, la ciudad aprobó un plan para transferir las colecciones del museo a la Universidad Drexel.

## Colección
Las colecciones del museo incluyeron más de 80 000 objetos relacionados con Filadelfia y la historia regional, incluidos aproximadamente 10 000 artefactos de los siglos XVII al XX de la colección de arte y objetos de la Sociedad Histórica de Pensilvania, 1700 artículos relacionados con los cuáqueros de la Colección de la Asociación Histórica de los Amigos, y colecciones que reflejan la manufactura de Filadelfia, la Exposición del Centenario de 1876, juguetes y miniaturas y transmisiones de radio.
Los aspectos más destacados de las exposiciones permanentes incluyeron los guantes de boxeo de Joe Frazier, el escritorio de George Washington, un vaso propiedad de Benjamin Franklin, y un cinturón de wampum supuestamente entregado a William Penn por los Lenape.